# Hyposidra subfasciata
Hyposidra subfasciata là một loài bướm đêm trong họ Geometridae.